# Kanala
Kanala es una playa localizada en el barrio del mismo nombre, en el municipio de Pedernales , en la provincia de Vizcaya (España), integrada en la Reserva de la biosfera de Urdaibai.
El arenal actual es artificial, en 1994 los astilleros de Murueta tuvieron que dragar la ría de Guernica para poder botar un barco, la arena extraída se depositó entonces en la margen derecha de la ría, creándose así un arenal permanente incluso en pleamar.
La playa cuenta con estacionamiento y se accede a ella bajando unas escaleras a través de un bosque de encinas, durante la época de verano se instala una ducha, sin embargo no hay puesto de socorrismo pero si vigilancia.
Arrojar basuras, acampar, hacer fuego y llevar perros está prohibido en esta playa.
La extensión del arenal varía mucho en función de las mareas, las bajamares dejan al descubierto amplias ostreras, arenales y fangales, desde la playa se pueden dar amplios paseos incluso por las marismas y casi hasta la playa de Laida.
Especialmente durante la pleamar, la playa acoge a numerosos practicantes de kitesurf. También suelen aparecer piragüistas y otras embarcaciones modestas.
En los últimos años ha crecido valiosa vegetación de duna en la arena no cubierta por el agua durante la pleamar, ello ha afianzado la continuidad de la playa, evitando así que las corrientes marinas la hagan desaparecer.

## Área
- Bajamar: 6.000 m²
- Pleamar: 2.000 m²

- Datos: Q9017128